# Banqiao, Henan
Banqiao (kinesiska: 板桥, 板桥镇) är en köping i Kina. Den ligger i provinsen Henan, i den centrala delen av landet, omkring 120 kilometer sydost om provinshuvudstaden Zhengzhou.
Genomsnittlig årsnederbörd är 915 millimeter. Den regnigaste månaden är augusti, med i genomsnitt 182 mm nederbörd, och den torraste är januari, med 7 mm nederbörd.